# جوراب ابریشمی
جوراب ابریشمی (انگلیسی: Silk Stockings) یک فیلم موزیکال به کارگردانی روبن مامولیان است که در سال ۱۹۵۷ منتشر شد.

## بازیگران
- فرد آستر
- سید شریس
- جنیس پیج
- پیتر لوره
- جولز مانشین
- جورج توبیاس
- لیلیان چاوین
- ویم سونه‌فلت
- رالف سدان
- یوجین بوردن